# Ловушка жажды

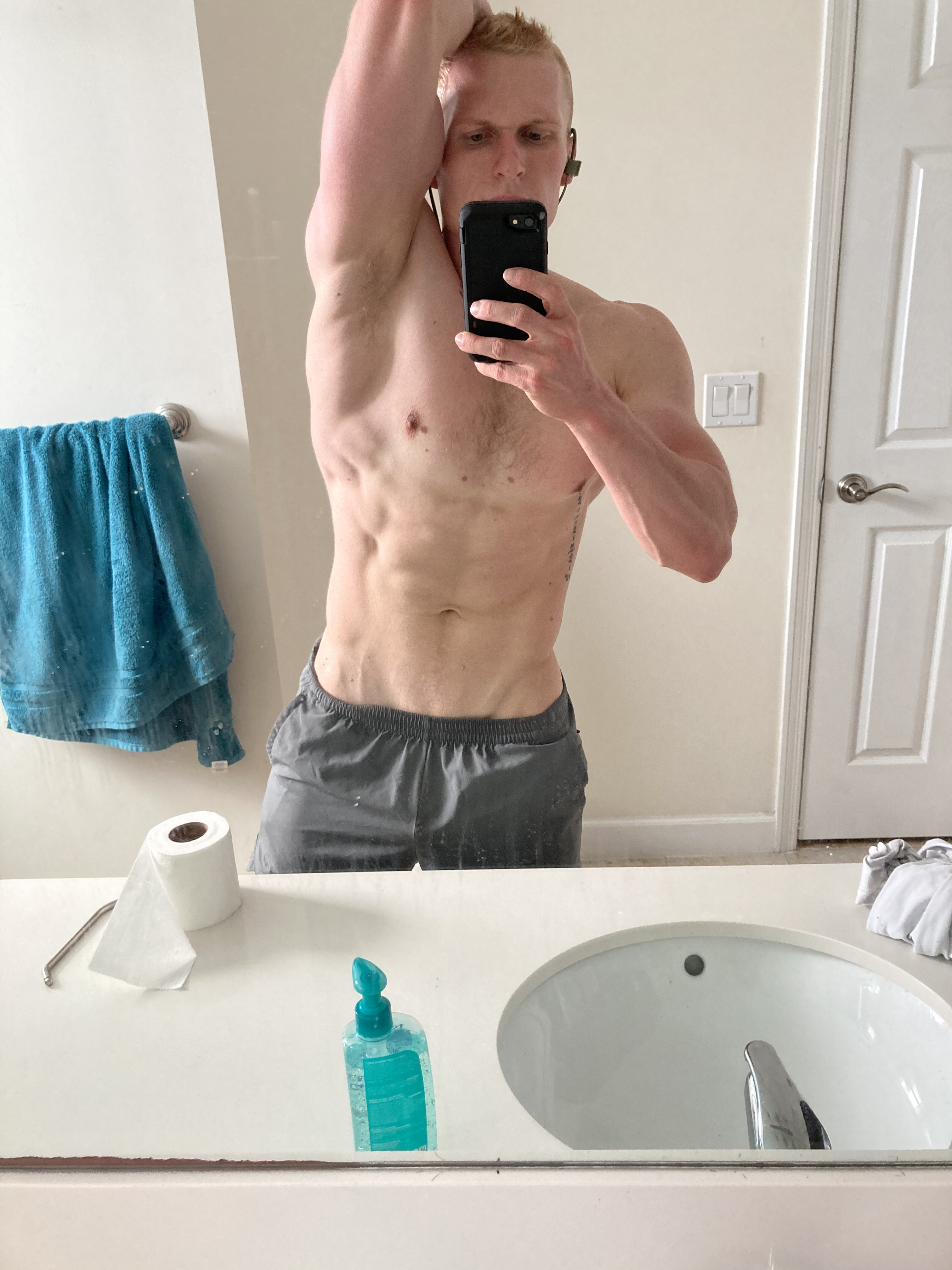
Мужчина без рубашки в сексуально непристойной позе делает селфи в ванной

Ловушка жажды — это тип поста в социальных сетях, предназначенный для сексуального соблазнения зрителей. Термин относится к «жажде» зрителя, разговорному выражению, сравнивающему сексуальное расстройство с обезвоживанием, подразумевающим отчаяние, при этом страдающий человек описывается как «жаждущий»..Фраза вошла в лексикон в конце 1990-х годов, но больше всего связана с интернет-сленгом, сложившимся в начале 2010-х годов. Его значение со временем изменилось: раньше оно относилось к потребности в одобрении, привязанности или внимании. Жаждущий комментарий обычно представляет собой пост, который требует чьего-то сексуального внимания.

## История
Использование фразы «ловушка жажды» заимствовано из культуры селфи. Хотя его происхождение неоднозначно, ловушка жажды использовалась в книге 1999 года «Бег для чайников» (Running for Dummies), автором которой являются Ф. Гриффит-Джойнер и Джон Хэнк (John Hanc).
Авторы определили потребность организма в гидратации до появления жажды и ложное ощущение, что немедленная жажда утоляется при первом приёме жидкости. Чтобы избежать ловушки жажды, авторы предложили продолжать приём жидкости, даже если «сообщение о жажде» от организма было удовлетворено.
Термин «ловушка жажды» вновь появился в Twitter и Urban Dictionary в 2011 году, а также на протяжении многих лет с появлением Snapchat, Instagram и приложений для онлайн-знакомств, таких как Tinder. В 2011 году Urban Dictionary определил его как «любое высказывание, используемое для намеренного привлечения внимания или „жажды“».
В 2018 году оно вошло в обиход, поскольку источники в СМИ, включая The New York Times и GQ, начали использовать это выражение без определения.

## Использование термина
Часто термин «ловушка жажды» описывает привлекательную фотографию человека, которую он публикует в Интернете.
Ловушка жажды также может описывать цифрового сердцееда. Например, премьер-министра Канады Джастина Трюдо называют ловушкой жажды в политике.
Это также называют современной формой «ловли комплиментов».

## Мотивация
У ловушки жажды может быть несколько причин. Люди могут искать лайки и комментарии в социальных сетях, что может временно повысить их самооценку и признание. Размещение ловушки жажды также может быть способом выразить сексуальность. Ловушки жажды также могут способствовать личному брендингу. Иногда совместное использование ловушек жажды может принести финансовую выгоду. Некоторые размещают ловушки жажды как способ справиться с эмоциональным стрессом, например, после расставания. Более того, эти изображения могут использоваться назло бывшему возлюбленному. Совместное использование ловушки жажды также использовалось как способ общения во времена социальной изоляции (например, во время пандемии COVID-19).
С физиологической точки зрения, эндорфины и нейротрансмиттеры, такие как окситоцин и дофамин, могут высвобождаться в процессе совместного использования ловушек жажды, что приводит к ощущению удовольствия и неоднозначной или мастурбационной альтернативе реальному физическому сексуальному контакту.

## Методология
Разработаны методики, позволяющие сделать оптимальную фотографию ловушки жажды. В репортаже для журнала Vice Г. Айседор (Graham Isador) обнаружил, что несколько его знакомых в социальных сетях потратили много времени на размышления о том, как сделать лучшую фотографию и какой текст им следует использовать. Они продумывали ракурсы, освещение и иногда использовали функцию автоспуска, доступную на некоторых камерах. Часто части тела выставляются напоказ, но не слишком явно (например, выпуклости мужских гениталий, декольте груди, мышцы живота, грудные мышцы, спина, ягодицы).
Часто ловушка жажды сопровождается подписью под фотографией. Например, в октябре 2019 года актриса Т. Росс опубликовала в Instagram фотографии в бикини с подписью: «Я так много работала, чтобы чувствовать себя комфортно в своём теле и построить жизнь, которая действительно соответствует мне, и я в нём и мне хорошо…. Ни фильтров, ни ретуши, 47-летняя ловушка жажды! Бум!».
В Instagram популярный тег #ThirstTrapThursdays. Подписчики отвечают по очереди после публикации.

## Вариации
«Гэтсбиинг» (Gatsbying) — это разновидность ловушки жажды, когда в социальных сетях размещают посты, чтобы привлечь внимание конкретного человека. Этот термин отсылает к роману «Великий Гэтсби», где персонаж Джей Гэтсби устраивал экстравагантные вечеринки, чтобы привлечь внимание своей возлюбленной Дейзи. «Instagrandstanding» — альтернативное название этого явления.
Появились «полезные ловушки» (wholesome trapping), когда люди публикуют фотографии более значимых аспектов жизни, таких как времяпрепровождение с друзьями или занятия на свежем воздухе.

## Критика
Психотерапевт Л. Брейтман (Lisa Brateman) раскритиковала ловушки жажды как нездоровый метод получения внешнего подтверждения. Это стремление к внешнему подтверждению может вызвать привыкание.
Ловушки жажды могут вызывать необходимость поддерживать хороший внешний вид и, следовательно, вызывать проблемы с самооценкой. Кроме того, ловушки жажды часто тщательно спланированы и, таким образом, представляют собой искажённое восприятие реальности. Создание ловушек жажды может быть ограничено при вступлении в отношения или со временем по мере старения тела.
В некоторых случаях ловушки жажды могут привести к преследованиям и запугиванию в Интернете. В апреле 2020 года модель К. Тейген опубликовала видео, на котором она носит чёрный цельный купальник, и получила множество негативных комментариев, которые представляли собой издевательства и бодишейминг.